# Dolmen de Sant Amanç
El dolmen de Sant Amanç o de la Rovira és un sepulcre de fossa neolític del model de cista recoberta per lloses, situat al terme de Calders (Moianès), inclòs a l'Inventari del Patrimoni Arqueològic i Paleontològic de Catalunya.
El sepulcre estava format per quatre lloses conformant un espai interior d'1,70 m de llarg per 0,55 m d'ample i 0,80 m d'alçada. S'hi van trobar tres fragments de ceràmica llisa, sense decoració, un fragment de crani, una mandíbula inferior i diverses dents d'adult.
El jaciment va ser descobert per Joan Surroca el 1960 i publicat per Ricard Batista.